# Naaz Joshi
Naaz Joshi (Nueva Delhi, 31 de diciembre de 1984) es una modelo, activista LGBT y oradora motivacional india.
Ha sido ganadora del concurso de belleza Miss Mundo Diversidad tres veces consecutivas. Ha sido la primera modelo de portada transgénero de la India, así como la primera mujer transgénero del mundo que gana un concurso de belleza internacional con mujeres cisgénero.

## Primeros años
Nació como Naazi Joshi, de madre musulmana y padre hindú punjabí. A los 7 años, su familia la envió a un pariente lejano en Bombay para evitar las burlas de la sociedad por su comportamiento femenino. Trabajó en bares de baile y restaurantes para ganarse la vida. Más tarde, se matriculó en el Instituto Nacional de Tecnología de la Moda (NIFT) y completó sus estudios formales de diseño de moda.
A los 18 años, Naaz conoció a su prima, Viveka Babajee, una famosa modelo mauriciana. Gracias a la ayuda y el apoyo de Viveka, Naaz entró en el NIFT y estudió diseño de moda. Después de que Viveka se suicidara en el año 2010, Naaz decidió llevar adelante su sueño incumplido de convertirse en modelo y decir adiós al mundo del diseño.
Más tarde completó su MBA en marketing en el Instituto de Tecnología de Gestión de Ghaziabad.

## Vida profesional
Naaz se graduó en el NIFT. Allí estudió diseño y tecnología de prendas de punto. Antes de entrar en el NIFT, había estudiado diseño de moda en la Pearl Academy of Fashion. Después de su postgrado, trabajó con dos eminentes diseñadores de la India, Ritu Kumar y Ritu Beri. Ha trabajado con el exmiembro del Parlamento Udit Raj para la sensibilización en materia de género y para concienciar a las mujeres sobre sus derechos constitucionales y la higiene menstrual.
Naaz Joshi es directora de un concurso llamado MIHM, Mrs. India Home Makers. Está dirigida a mujeres cisgénero, y su objetivo es salvar la brecha entre géneros. Ha estado trabajando en programas de sensibilización de género desde que fue coronada como la primera reina de belleza internacional transgénero de la India. Ha interactuado con muchas escuelas y universidades para empoderar a la comunidad trans en la India. Entre ellas, la escuela internacional Tagore, de Nueva Delhi; el colegio ARSD, de Delhi; el colegio Sri Venkateswara, de Delhi; la escuela de ciencias sociales Roshani Nilaya, de Mangalore; y el IIM, de Udaipur. 
Tras ganar los títulos, ha cumplido su promesa de trabajar para la comunidad. En la actualidad es embajadora de la marca Tritan Solutions Pvt Ltd, una ONG con sede en Sri Lanka, y embajadora de buena voluntad de la Academia AGS Grooming, de Delhi. Naaz Joshi ha colaborado estrechamente con el doctor Nitin Shakya, funcionario del distrito de Nueva Delhi, para empoderar a la comunidad trans. Trabaja en su proyecto para integrar a la comunidad transgénero de la India.

## Concursos de belleza
Joshi ganó por primera vez Miss Mundo Diversidad en 2017 y retuvo su título al año siguiente. Luego se convirtió en la primera mujer trans en ganar el título por tercer año consecutivo en 2019. La victoria también la convirtió en la primera persona transgénero del mundo en ganar una corona internacional frente a mujeres cisgénero.
Naaz Joshi ganó el clásico Miss Transqueen India 2018 en Bombay en septiembre de 2018.
Joshi fue invitada a la Universidad GLA de Mathura el 8 de diciembre de 2019, para inspirar a las personas nacidas con discapacidad. El tema de la charla fue la verdad oculta de los héroes silenciosos.
Naaz Joshi ganó el concurso Miss Universo Diversidad 2020; no obstante, debido a la pandemia del coronavirus, la organización lo llevó a la modalidad digital este año. Hubo concursantes de treinta países a los que se les asignaron tareas en línea. Naaz eligió trabajar en la seguridad de las mujeres y la autodefensa.
En 2021 Naaz Joshi ganó el concurso Empress Earth, esta corona la convirtió en la primera reina trans internacional de la India con siete coronas internacionales. Naaz es la primera india que gana el prestigioso título de Emperatriz Tierra. El concurso debía celebrarse en Dubái el 1 de junio de 2021, pero debido a la pandemia, el certamen se hizo de forma virtual. En Empress Earth 2021 participaron concursantes de más de 15 países. Los países que entraron entre los cinco primeros fueron Colombia, España, Brasil, México e India.
En una entrevista con The Times of India, Naaz narró sus dificultades en el concurso. Algunas concursantes se echaron atrás al oír que una mujer trans competiría en un concurso heterosexual y otras se echaron atrás porque tenía un historial de trabajo sexual. Continuó diciendo que en el concurso nacional indio de transexuales, en el que compitió en 2018, fue avergonzada por la edad por todas sus compañeras porque era la mayor de todas las concursantes transexuales.

## Vida personal
Joshi trabajó como trabajadora sexual para ganar dinero para su cirugía de reasignación de sexo. En 2018, afirmó ser víctima de discriminación de género después de que un hotel de Gurgaon rechazara su reserva. Un empleado subalterno del hotel, contactado inicialmente sobre el asunto por el Hindustan Times, afirmó que la reserva se había cancelado por "razones de género", lo que fue desmentido posteriormente por el director general, que declaró que las "acusaciones de discriminación de cualquier tipo eran falsas" y que el hotel aún no había confirmado la reserva de Joshi porque todavía estaba esperando la aprobación de la oficina de ventas regional.
Naaz es madre de dos hijas, a las que adoptó cuando sus familias inmediatas las abandonaron. En declaraciones al New Indian Express, reveló que su hija menor era hija de una joven de 16 años que la tiró a un cubo de basura.
La situación de la población transexual de la India mejoró cuando la NALSA consiguió que el Tribunal Supremo de la India reconociera la transexualidad como un tercer género el 14 de abril de 2014. También ha ganado los concursos Miss República Internacional Embajadora de la Belleza y Miss Naciones Unidas Embajadora. Al ganar este título en particular, dijo a Indulge Express que ganar la corona le da más poder y responsabilidad hacia la sociedad, con la que pretende trabajar para llevar a la comunidad transgénero a la corriente principal.
Los estudiantes del IIM interactuaron con Miss Mundo Diversidad 2019 para promover el respeto mutuo y la inclusión del tercer género.
En una entrevista durante la celebración por la independencia de la India declaró que el amor no es libre en su país. Vivía con un chico y su matrimonio se canceló por ser una mujer transexual. Las mujeres trans en la India suelen ser objeto de odio y transfobia.